# Földmunkagépek

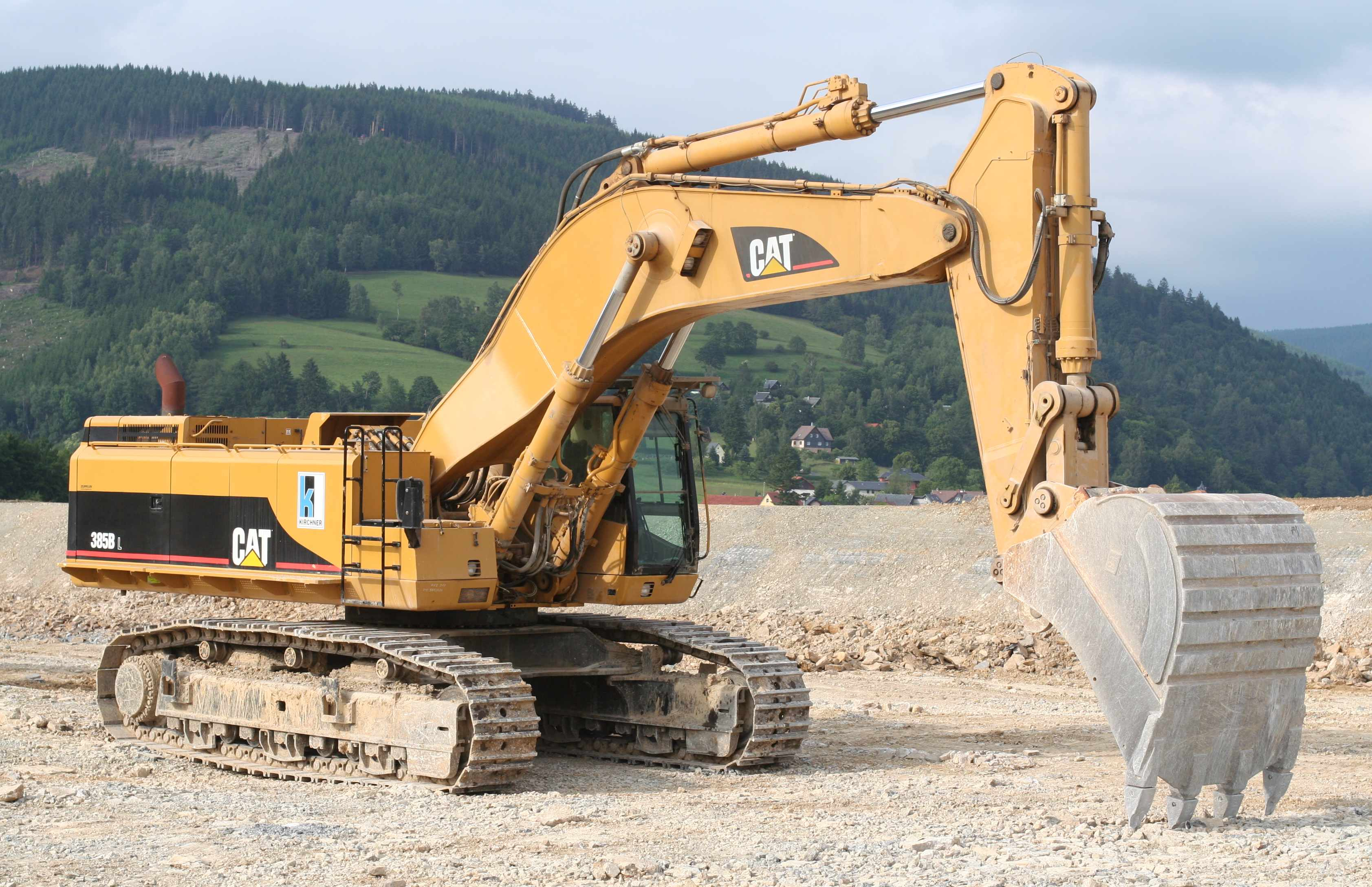
Markológép

A földmunkagépek olyan gépek, amelyek a munkavégzés során az alábbi műveleteket végzik el:
- a) a föld kitermelése, melynek műveletelemei: lazítás, bontás, kiemelés, nyesés, munkaeszköz megtöltés, lerakás szállítóeszközbe vagy depóniába
- b) a föld szállítása a beépítés helyére, amely megtörténhet a kitermelő géppel, vagy egyéb szállítójárművel
- c) a föld beépítése, amelynek során megtörténik a föld lerakása, a szállítóeszköz ürítése, a talaj tömörítése
- d) az utómunkák elvégzése, amely elsősorban a profil kialakítását, egyengetését foglalja magában.

Földmunkagépeknek nevezzük azokat a motorral hajtott vagy vontatott munkagépeket, munkaeszközöket, amelyek a talajjal kapcsolatos kitermelő, rakodó, szállító és elhelyező vagy beépítő tevékenységet végzik.
A földmunkák, az alapozás, az út- és vasútépítés, a földalatti vasút- és alagútépítés, valamint a közműépítés legfontosabb gépei sorolhatók e gépek közé. Általában az jellemzi őket, hogy technológiai megmunkálást végeznek a talajon, a talajban vagy az útpályák elkészítése során a burkolati anyagon (lazítás, nyesés, kotrás, marás, tömörítés, elemek leverése a talajba, gyalulás, fúrás stb.). Az építőiparban a mélyépítőgépek szerepe és jelentősége rendkívül nagy: a hazai gépállomány értékének kb. 1/3 részét teszi ki a mélyépítőgépek értéke. 

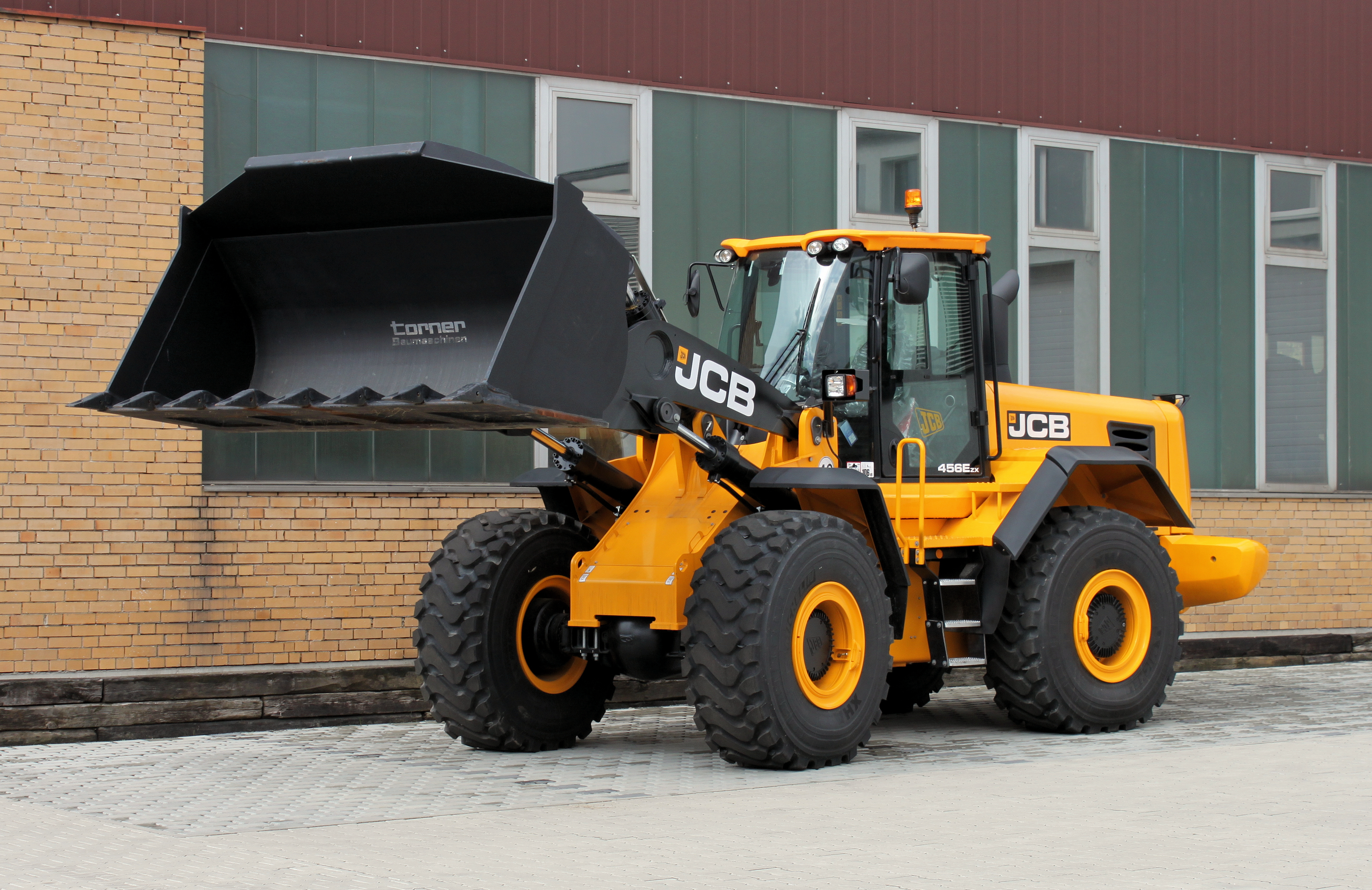
Homlokrakodó

Hazánkban a földmunkagépek működtetéséhez  - megfelelő vizsga letétele alapján szerezhető  - hatósági gépkezelői engedély szükséges.

## Csoportosításuk  munkavégzés szerint
A földmunkagépek  

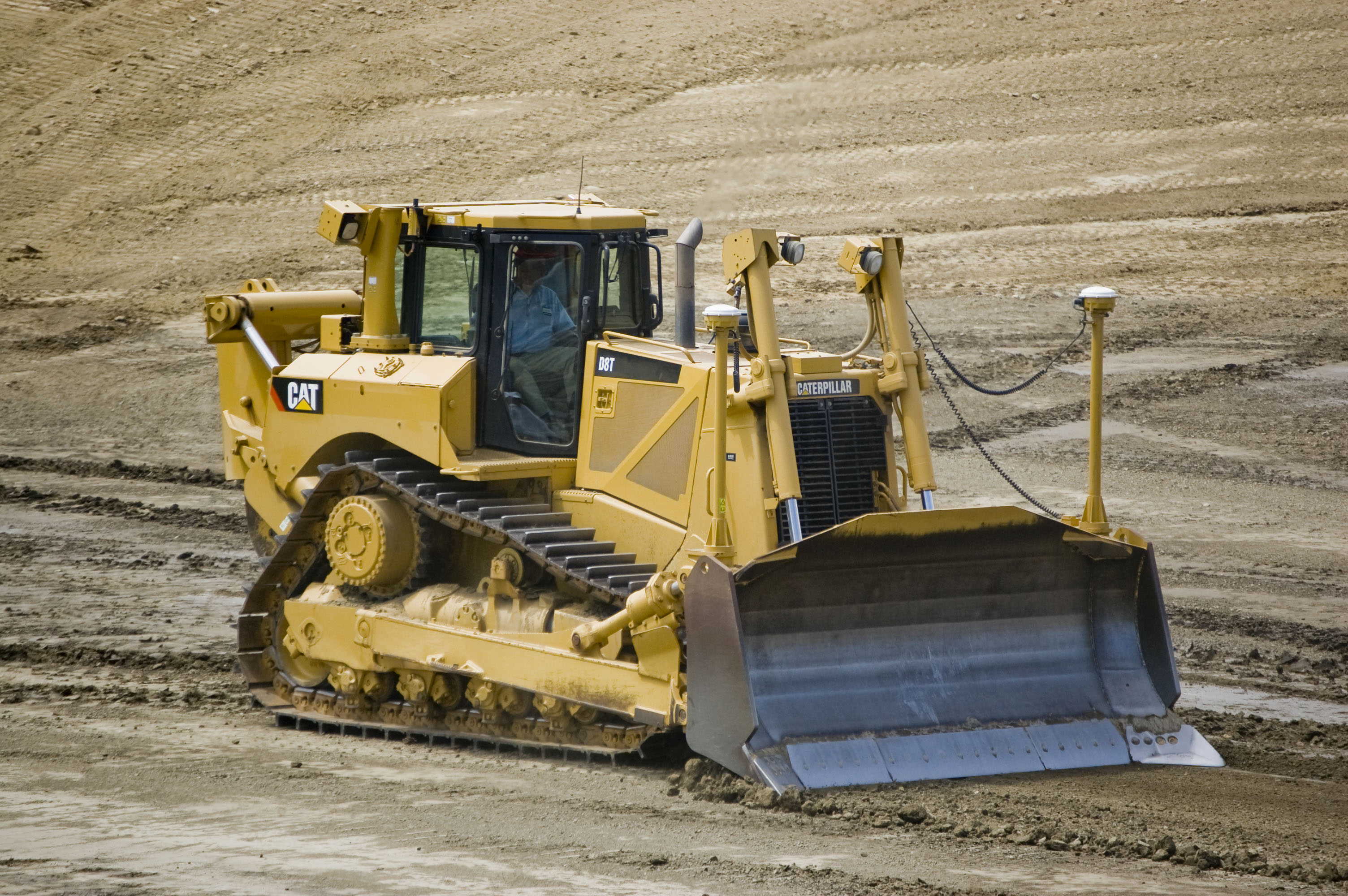
Buldózer

- Az univerzális földmunkagépek általában fejtik, szállítják, elterítik a talajt és - részben - tömörítik is azt.
- Az egyéb földmunkagépek csoportosítását célszerűen a munkavégzés technológiája szerint végezhetjük el.

### Talajkitermelés rakodási művelettel

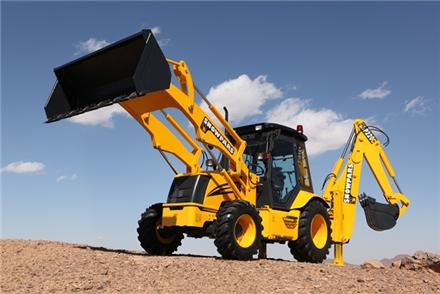
Kotrórakodó

- Haladó főmozgású gépek (földkitermelő és szállítógépek)
- hidromechanizációs talajkitermelés nagynyomású vízsugárral
- Vízágyús berendezések szívó hatással

### Kotrógépek(exkavátorok) szállítási művelettel
- - egy  munkaedényes (forgó felsővázas kotrógép - függesztett munkaeszközű kotrógép - teleszkópos  kotró - rakodólapátos)
  - több munkaedényes (vedersoros (hossz- vagy keresztkotrású) -   rotoros - marótárcsás kotrók)
- Szívókotrók

### Talajlazítás
- bontófogas berendezéssel
- Talajlazítógépek maróberendezéssel

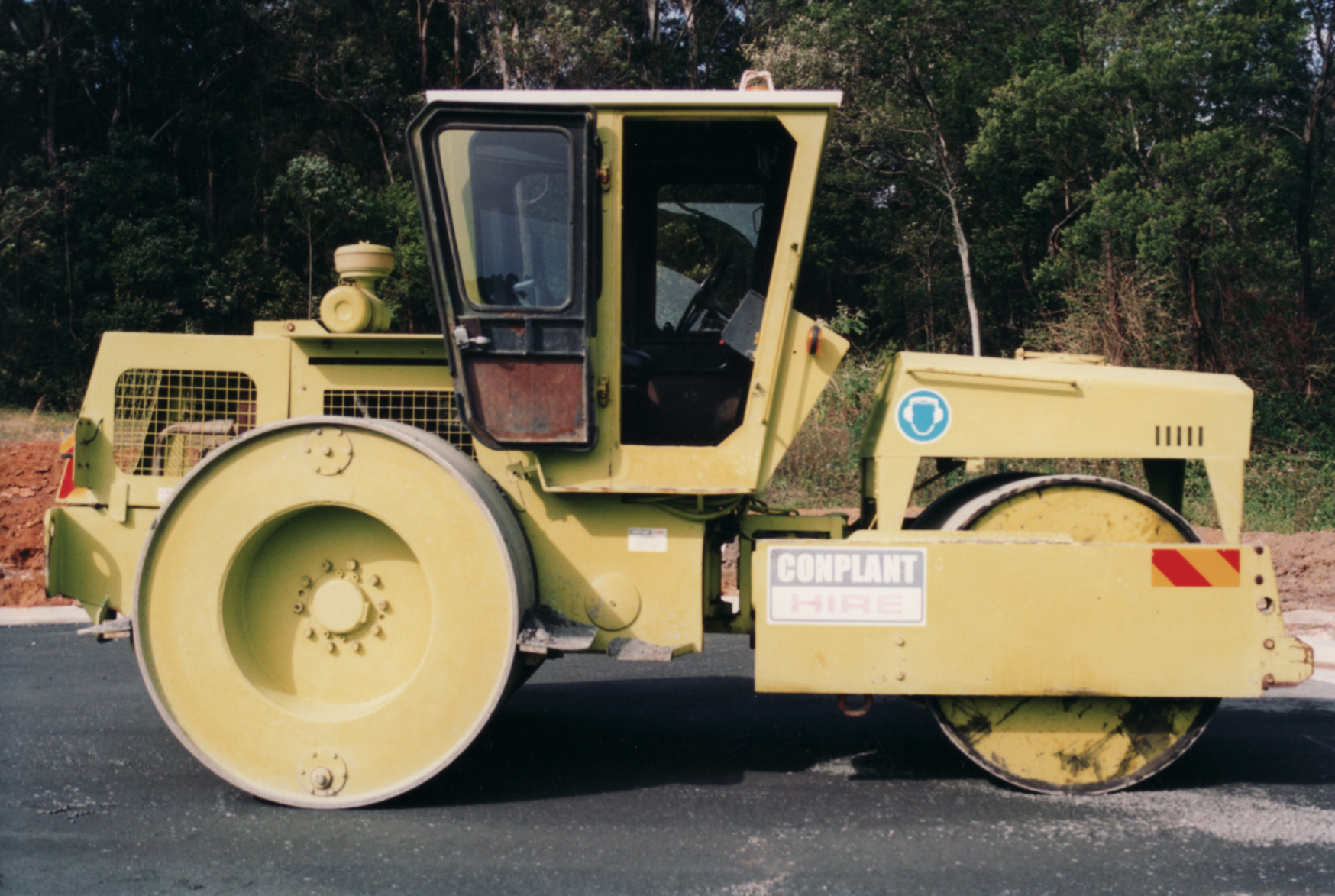
Úthenger

- Talajmarógépek

### Talajtömörítés statikus hatással
- Hengerek dinamikus hatással
- Döngölők vibrációs hatással
- Vibrációs gépek (vibrátorok)

## A gépek gépcsoportba sorolása a hatályos magyar jogszabály[2]szerint
I. FÖLDMUNKAGÉPEK
11	Univerzális földmunkagépek	

12	Kotrók	

13	Árokásók	

14	Földtolók (dózerek)	

15	Földgyaluk 

16	Földnyesők
FÖLDMUNKAGÉP GÉPCSOPORTOK

Kódszám	Megnevezés	

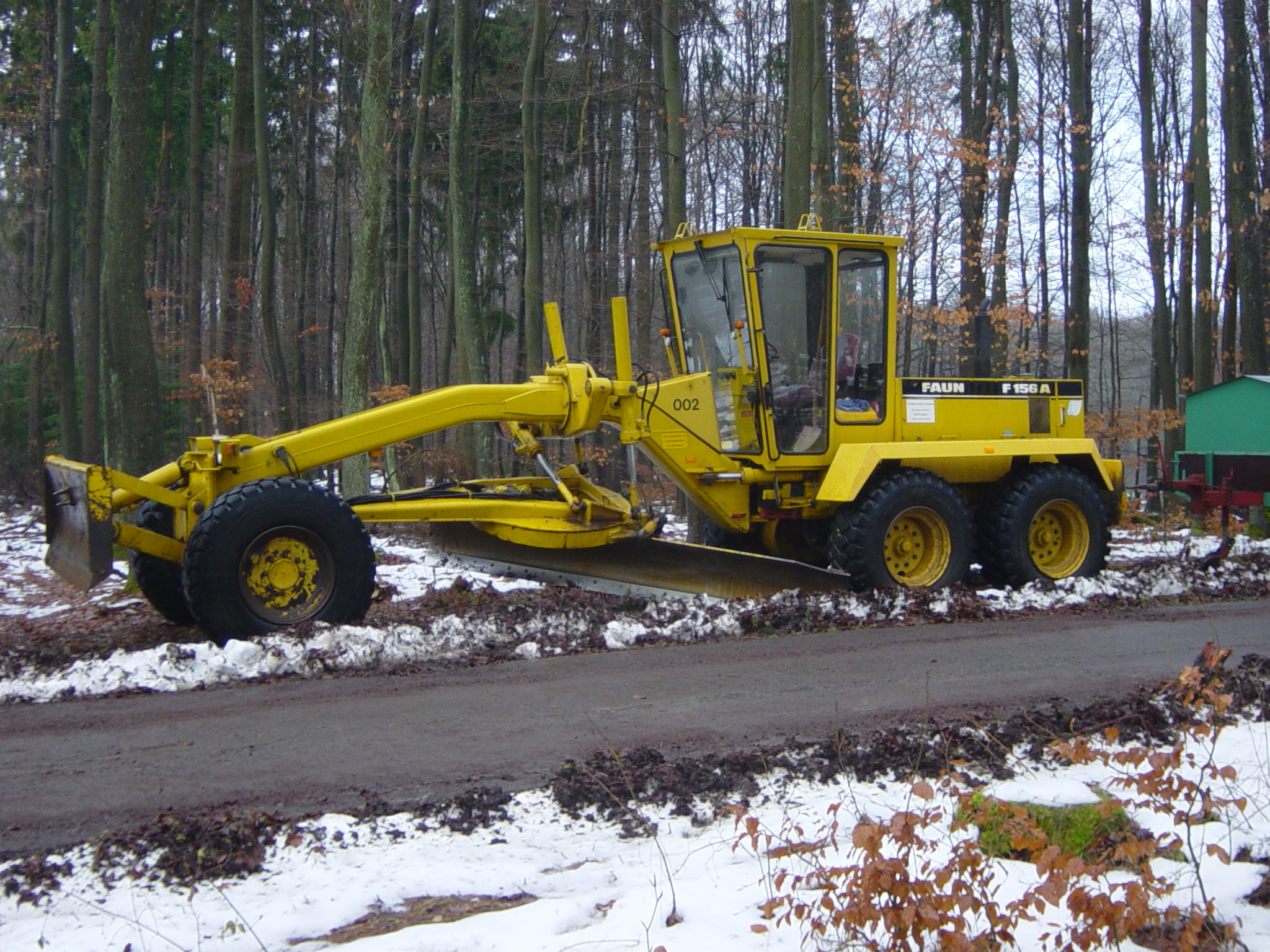
Földgyalu

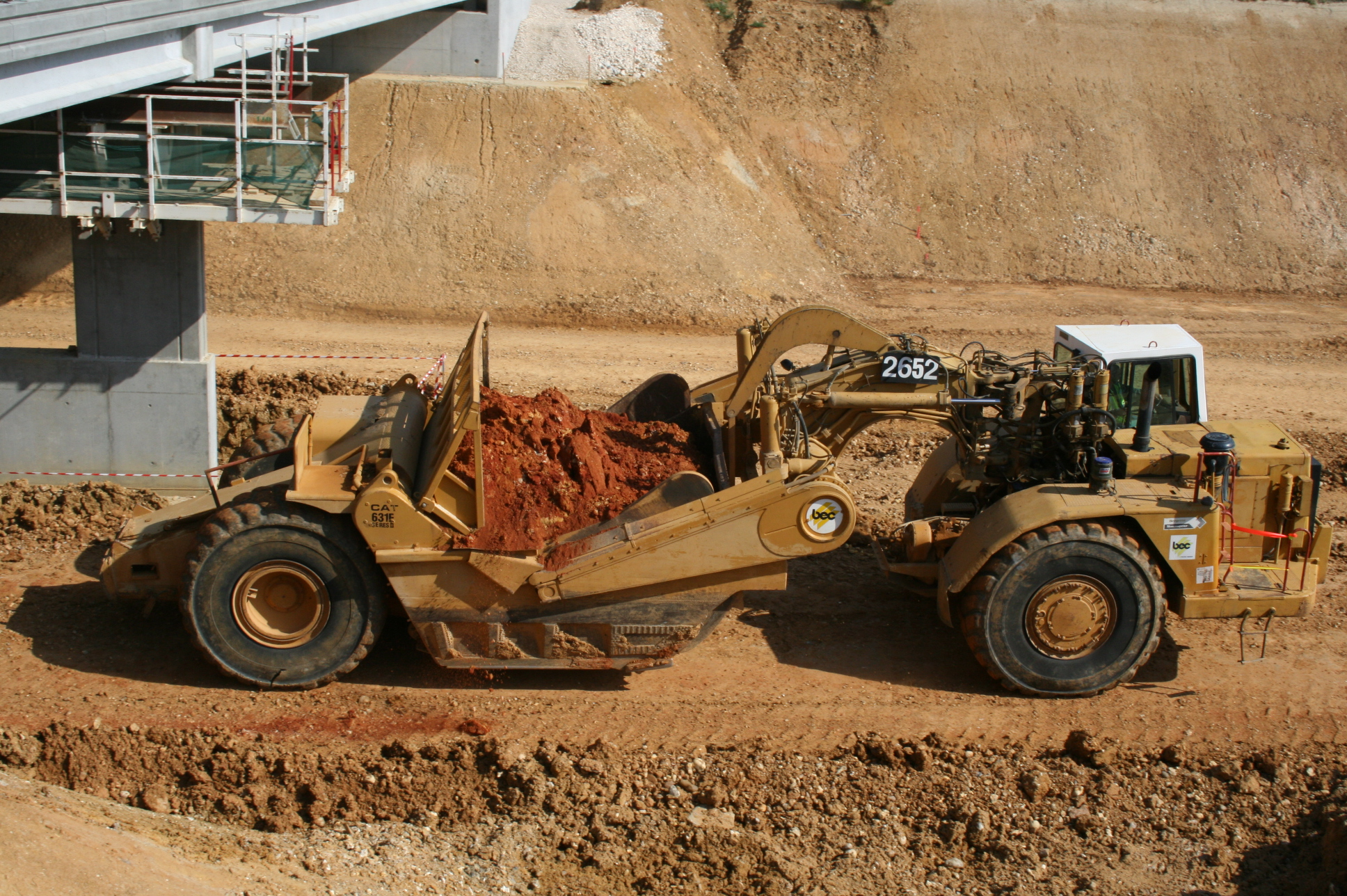
Földnyeső

1111	Traktoralapú univerzális földmunkagép (MSZ EN 474-4)	

1212	Gumikerekes kotrók (MSZ EN 474-5)	

1222	Lánctalpas kotrók	

1223	Teleszkópos kotrók	

1311	Vedersoros árokásók	

1412	Földtolók 	

1522	Földgyaluk (gréderek)	

1612	Földnyesők 